# Joan Carles-Brun
Joan Carles-Brun (Montpeller, 1870 - París, 1946) fou un escriptor i polític occità. Professor i periodista, era un mistralià convençut, i escriví poemes a les revistes l'Armanac montpelhieirenc i Le Félibrige Latin. Es feu conèixer com a teòric del Regionalisme occità i com a fundador de la Fédération Régionaliste Française el 1905. Aquest partit recull la tradició proudhoniana i del felibritge federal de París, i rebé el suport tant de Maurice Barrès com de J. Hennesy i J. Paul Boncour, juristes i filòlegs. Mirà d'operar com a grup de presssió i promoure la presentació de projectes de llei de part de diputats dels diferents partits a favor d'una regionalització administrativa i federalitzant, així com crear un estat d'esperit favorable a la reestructuració territorial, però no se'n va sortir. És autor, entre altres obres, de Le Régionalisme (1911) i Qu'est-ce que le régionalisme? (1936).